# Hangötidningen-Hangonlehti
Hangötidningen – Hangonlehti är en lokal tvåspråkig (svenska och finska) dagstidning som ges ut i Hangö stad i Finland. Tidningen grundades år 1890 av Anders Kaustell och utkommer en gång i veckan, varje helgfri torsdag. Tidningen har tidigare utkommit både som tredagarstidning och tvådagarstidning. Sin nuvarande utgivningsfrekvens fick tidningen i februari  2009. Upplagan uppgår till cirka 2 300 exemplar. Tidningen trycks hos Salon Lehtitehdas i Salo.  
Hangötidningen är en utpräglad lokaltidning och har, som sådan, endast nyhetsmaterial från den egna orten. Tvåspråkigheten är konsekvent genomförd, vilket innebär att praktiskt taget all redaktionell text är skriven på både svenska och finska. Det har dock inte alltid varit så. Vid starten var tidningen enspråkigt svensk. Med tiden började finska användas i begränsad omfattning. Från år 1991 och framåt har tidningen varit helt tvåspråkig. Tidningen har likaså sedan starten gått under många namn.  Allra först hette tidningen rätt och slätt Hangö. Tidningen har även under årens lopp haft konkurrens av flera andra lokala dagstidningar. Hangötidningen ägs sedan 1 november 2012 av mediekoncernen KSF Media.  Bland tidigare ägare märks Förlags AB Lindan, Tryckeriföretaget Karprint Ky och Hangö Tryckeri- och Tidnings Ab

## Hangötidningens digitala utgåvor
Hangötidningens papperstidning utkommer i sin helhet också som e-tidning. Däremot är utbudet av nyhetsartiklar mycket begränsat i Hangötidningens webbtidning. 

## Chefredaktörer fr.o.m. år 1918
| Tor Westerholm    | 1918 – 1947  |
| Hans E. Österlund | 1947 – 1979  |
| Rainer Erlund     | 1979 – 1992. |
| Per Sarén         | 1992 – 1995  |
| Uppgift saknas    | 1995 – 1999  |
| Jouko Rönkkö      | 1999 – 2000  |
| Uppgift saknas    | 2000 – 2006  |
| Per Sarén         | 2006 – 2011  |
| Mikael Heinrichs  | 2011 – 2012  |
| Tommy Westerlund  | 2012 – 2015  |
| Marina Holmberg   | 2015 –       |

## Ansvarig utgivare
Den 21 april 2016 tillträdde Susanna Ilmoni tjänsten som ansvarig utgivare. Susanna Ilmoni är tillika ansvarig utgivare för samtliga tidningshus inom koncernen KSF Media.